# معادلة جرايمان
في نظرية التحكم، معادلة جرايمان Cross Gramian هي مصفوفة جرايمانية تستخدم لتحديد قابلية التحكم وقابلية الملاحظة لأي نظام خطي.

لكل نظام مستقل زمنيًا (منظومة رصينة) يكون:
{\displaystyle {\dot {x}}=Ax+Bu\,}
{\displaystyle y=Cx\,}
وبالتالي يكون شكل المعادلة: 

{\displaystyle W_{X}:=\int _{0}^{\infty }e^{At}BCe^{At}dt\,}

وباستخدام معادلة سيلفستر: 

{\displaystyle AW_{X}+W_{X}A=-BC\,}

يكون كل من {\displaystyle (A,B,C)} قابلين للتحكم وللملاحظة. إذا كان المصفوفة {\displaystyle W_{X}} مصفوفة قابلة للعكس.

إذا كان المنظومة {\displaystyle (A,B,C)} متماثلة، فإنه يمكن صياغتها بالشكل التالي: 

{\displaystyle AJ=JA^{T}\,}
{\displaystyle B=JC^{T}\,}
وبالتالي فإن القيمة المطلقة للقيم الذاتية والمتجهات الذاتية تساوي: 

{\displaystyle |\lambda (W_{X})|={\sqrt {\lambda (W_{C}W_{O})}}.\,}

## ملاحظة
يتم التعبير عن معادلة جرايمان بالرمز {\displaystyle W_{CO}} .